# Günther Wagner (Wrestler)
Günther Wagner, genannt The Bavarian Hulk (auch: Gustav von Wallner, Günther Wagenberger, Gieri Wagner) (* 31. Januar 1944 in München; † 27. August 2021 ebendort) war ein deutscher Wrestler und Schauspieler.

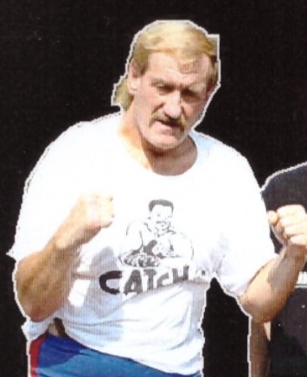
Günther Wagner, 2004

## Wrestling
Wagner begann seine Karriere in den 1970er Jahren als Zirkus-Catcher im Circus Krone. Da sein Beruf Feuerwehrmann ist, trat er anfangs unter dem Kampfnamen „Spritzn-Günther“ auf. Aufgrund seiner großen Ähnlichkeit mit dem amerikanischen Wrestling-Star Hulk Hogan erlangte er in der Szene Kult-Status und agierte in bayerischer Tracht unter dem Kampfnamen „The Bavarian Hulk“. Besonders im Norden Deutschlands war der Bayer oft lautstarken Beschimpfungen ausgesetzt, die er sichtlich genoss.
Er kämpfte auf internationaler Ebene in Tag-Teams, u. a. mit Eddy Steinblock. Am 6. April 1991 wurde er in München IBV-Europameister im Team mit Jörg Chenok und verteidigte den Titel mehrmals bis ins Jahr 1993.
Nach Beendigung seiner Wrestling-Karriere wechselte Wagner zum Judo und wurde im Alter von 75 Jahren Deutscher Vizemeister in der Senioren-Klasse.

## Schauspieler
Aufgrund seiner Statur wurde Wagner immer wieder als Schläger und Bösewicht in TV-Krimis besetzt. Er spielte in Nebenrollen u. a. bei Derrick und Polizeiinspektion 1. 2000 stand er neben Hollywood-Legende Leslie Nielsen im Film 2002 – Durchgeknallt im All vor der Kamera.

## Trivia
1994 kam es bei Dreharbeiten mit Sat.1 Bayern zur Begegnung mit dem „echten“ Hulk Hogan in München.

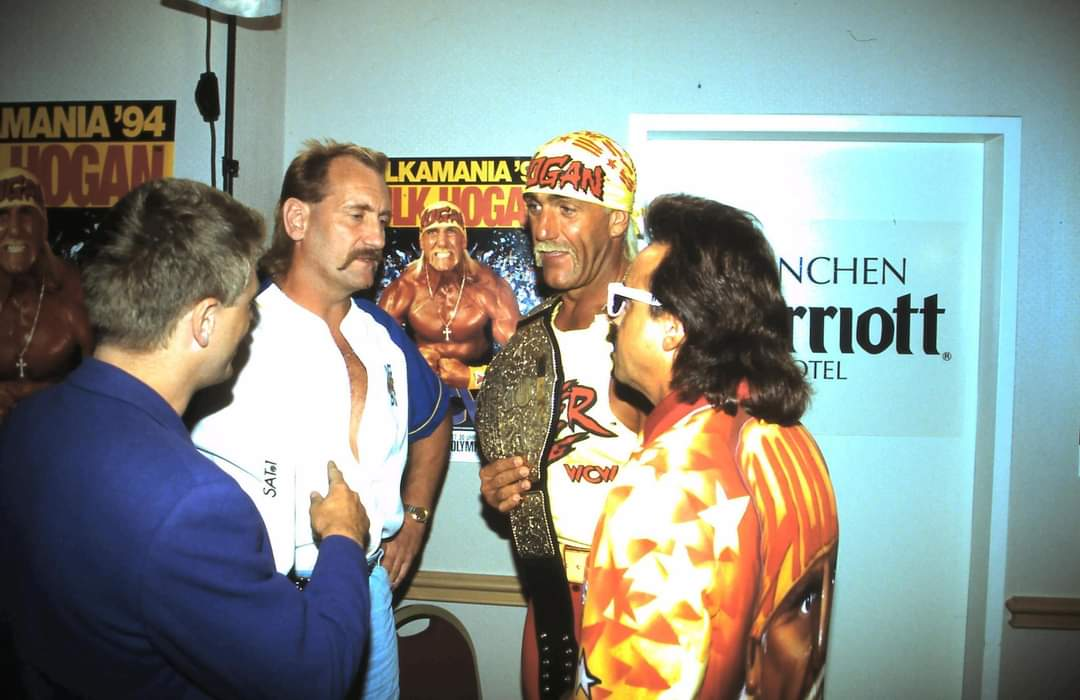
Günther Wagner (Mitte links) trifft Hulk Hogan.

Günther Wagner legte bis zum Ende seiner Karriere besonderen Wert auf die Bezeichnung „Catcher“, um sich vom amerikanisch-geprägten Wrestling abzugrenzen.
1995 machte Wagner einen Ausflug zum American Football und spielte unter Trainer Günter Zapf bei der Munich Media Mean Machine.

## Titel
- 1991–1993: IBV-Europameister im Team mit Jörg Chenok.[6]